# Escadrille française de chasse n°1
L'escadrille française de chasse no 1, en abrégé EFC1, est une unité de combat et d'appui aérien mise en place par les forces aériennes françaises libres, en collaboration avec la Royal Air Force, pendant la Seconde Guerre mondiale. Malgré son éphémère existence, l'escadrille s'illustre particulièrement en Afrique du nord et au Moyen-Orient, ce qui lui vaut de devenir la première unité militaire décorée de la croix de la Libération avant d'être dissoute au profit du groupe de chasse Alsace.

## Historique

### Création
À la fin de l'année 1940, le général de Gaulle et le ministère de l'air britannique s'entendent pour que les pilotes de chasses français ayant rejoint le France libre soient dirigés vers l'Égypte et constituent, au sein de la Royal Air Force, une escadrille française. Six pilotes sont ainsi désignés : James Denis, Louis Ferrant, Albert Littolff, Robert Guédon, Noël Castelain et Xavier de Scitivaux. En février 1941, sous le commandement de James Denis, ils suivent un entraînement à Ismaïlia puis le 15 mars suivant sont affectés en Grèce au sein du no 33 Squadron de la Royal Air Force. À bord de Hurricanes, ils participent à la défense d'Athènes. Mais les officiels français présent en Grèce étant plus favorables au régime de Vichy qu'à la France libre, les pilotes français sont contraints de regagner leur base africaine. Après un passage à Alexandrie, les six hommes gagnent Tobrouk où le 9 avril 1941 l'unité prend officiellement le nom d'escadrille française de chasse no 1.

### Siège de Tobrouk
Affecté au no 73 Squadron, l'escadrille combat à partir du 10 avril lors du siège de Tobrouk contre les troupes germano-italiennes. Sa mission est dans un premier temps d'attaquer les troupes au sol de l'ennemi mais très vite, les pilotes français sont amenés à livrer des combats aériens. Jusqu'au 25 avril, ils remplissent brillamment cette mission, souvent en infériorité numérique, totalisant 81 sorties et dix victoires aériennes homologuées. Cependant l'escadrille perd Robert Guédon, porté disparu, qui est remplacé par André Ballatore.

### Campagnes en Méditerranée et dissolution
Après la bataille de Tobrouk, l'escadrille est basée à Sidi-Haneish et est renforcée par Jean Pompei et Auguste Guillou. Elle participe à la bataille de Crète et à la campagne de Syrie et effectue de nombreuses attaques au sol et des missions de protection des convois en mer. En juin, elle perd encore un de ses membres en la personne d'Auguste Guillou, abattu en combat aérien dans le ciel de la Crète. L'efficacité au combat de l'EFC1 est récompensée le 21 juin 1941 lorsqu'elle devient la première unité militaire à être décorée de la croix de la Libération. En juillet 1941, l'arrivée du colonel Martial Valin à leur tête donne aux forces aériennes françaises libres une nouvelle impulsion. La création d'unités de chasse plus importantes est envisagée. Fin août, l'escadrille qui comptabilise alors 17 victoires aériennes en 165 missions est déplacée au Liban puis dissoute pour laisser place au groupe de chasse Alsace.

## Commandant
- 15 mars 1941 - septembre 1941 : sous-lieutenant James Denis

## Compagnons de la Libération
L'EFC1 a compté dans ses rangs 9 compagnons de la Libération. 2 sont morts pour la France en combattant dans ses rangs. 
- André Ballatore (1913-1997)
- Noël Castelain (1917-1943)
- James Denis (1906-2003), sous-lieutenant commandant de l'escadrille
- Louis Ferrant (1908-1979)
- Auguste Guillou (1914-1941), mort pour la France le 2 juin 1941 au-dessus de la Crète
- Marcel Lebois (1916-1943), mort pour la France le 15 juillet 1943 à Sétif
- Albert Littolff (1911-1943)
- Jean Pompei (1909-1972)
- Xavier de Scitivaux (1910-1978)

## Décorations
Ordre de la Libération